# Чжан Таофан
Чжан Таофа́н (кит. трад. 張桃芳, упр. 张桃芳, пиньинь Zhāng Táofāng, 29 апреля 1931 год, Синхуа, Китайская Республика — 29 октября 2007 года, Вэйфан, КНР) — снайпер НОАК в ходе Корейской войны. Ему приписывают 214 уничтоженных солдат и офицеров противника за 32 дня, при этом Чжан не использовал специальных оптических прицелов на своей винтовке.

## Биография

### Корейская война
В марте 1951 года призван в НОАК, в сентябре 1952 года подал заявление на вступление в ряды Китайских народных добровольцев. 11 января 1953 года направлен в район уезда Кимхва, который американские военные называли «Triangle Hill», в составе 8-го батальона, 214-го полка, 24-го корпуса. Чжан был вооружен старой винтовкой Мосина без оптического прицела ПУ. Батальон Чжан Таофана располагался на высоте 5975 на линии фронта напротив штаба противника.
Находясь на позиции 18 дней, Чжан увидел противника и произвёл в его сторону 12 выстрелов, которые не попали в цель. Вследствие этого, Чжан был обнаружен и обстрелян войсками противника, которые едва не убили его. После этого Чжан Таофан тщательно проанализировал произошедший инцидент, изучил технологию прицеливания через мушку, вследствие чего смог повысить свои стрелковые способности. На следующий день он смог поразить первого противника.
15 февраля он сумел уничтожить 7 противников 9 выстрелами. Этим результатом Чжан Таофан превзошел достижения более опытных снайперов.
Сообщается, что Чжан Таофан за 32 дня произвёл 436 выстрелов и уничтожил 214 солдат и офицеров противника.

### Дальнейшая служба
В 1954 году переведён в ВВС НОАК, направлен для обучения в Авиационную школу ВВС НОАК № 5 в г. Сюйчжоу и Авиационное училище № 5 в г. Цзинань. В дальнейшем проходил службу в качестве лётчика самолёта-истребителя на авиабазе около городского уезда Гаоми в провинции Шаньдун. В 1980 году вышел на пенсию.

## Награды и память
- Медаль «Герой КНР» II степени
- Орден Государственного флага (КНДР) I степени

В 2003 году Чжан Таофан стал героем телепередачи Центрального телевидения Китая.